# Zglobna čahura kolena
Zglobna čahura kolena (lat. capsula articularis genus) koja se obično naziva i kapsularni ligament, je široka i labava zglobna kapsula, koja je sa prednje i bočnih strana tanka, sadrži čašicu (patelu), ligamente, meniskus i burzu kolena. Sastoji se od unutrašnje sinovijalne membrane (koja oblaže šupljinu zgloba kolena i izgrađuje recesuse), i spoljašnje vlaknaste ili fibrozne membrane (na kojoj se nalaze otvori preko kojih zglobna šupljina komunicira sa bursama). Ove dve membrane odvojene su masnim naslagama spreda i pozadi.

## Anatomija
Zglobna čahura se sastoji od spoljašnjeg, fibroznog i unutrašnjeg, sinovijalnog lista i masnog tkiva.

### Fibrozni list
Fibrozni list zglobne čahure (lat. membrana fibrosa genus) pripaja se na butnoj kosti oko zglobnih površina kondila. Spreda je udaljena oko 1 do 1,5 cm od zglobne površine kondila dok se u području bočnih uglova približava ovim površinama. Na bočnim stranama kondila pripoj kapsule ponovo se odaljava na oko 1 do 1,5 cm od zglobnih površina da bi se pozadi približio zglobnoj hrskavici i završio na ukrštenim ligamentima.
Pripoj fibrozne opne na gornjem okrajku golenjače polazi od prednje ivice prednjeg međukondilarnog polja, pruža se bočno 5 mm ispod bočnog ruba gornje zglobne površine i završava se iza pripoja ukrštenih ligamenata.
Pripoj fibrozne kapsule spreda odgovara bočnim ivica čašice, dok je između butne kosti i golenjače pripojena na spoljašnju stranu meniskusa sem u predelu tetive zatkolenog mišića.
Zadnji deo fibrozne kapsule, iza kondila butne kosti je zadebljao i obrazuje čvrstu „kondilarnu ljusku“ na koju se pripajaju glave dvoglavog mišića potkolenice.

### Sinovijalni list (sinovija)
Sinovijalni list zglobne čahure (lat. membrana synovialis genus) oblaže unutrašnju stranu fibrozne opne kao i delove kosti koji nisu pokriveni zglobnom hrskavicom, a nalaze se unutra od fibrozne opne.
Prelazeći sa kosti na fibroznu opnu sinovija gradi špagove:
- Dva donja infrapatelarna špaga (unutrašnji i spoljašnji), na prednjoj strani kolena
- Dva gornja, suprapatelarna špaga.

Najdublji špag nalazi se na prednjoj strani donjeg okrajka butne kosti i u vezi je sa nadčašičnom sluznom kesom (lat. bursa suprapatelaris genus), na koju se vezuju podstegneni mišići. On svojom kontrakcijom sprečavaja njeno uklještenje prilikom ekstenzije.
Sinovija se uvlači sa bočne strane međukondilarne jame prelazi preko i ispred ukrštenih veza i čini ih ekstrasinovijalnim. Kontinuitet sinovije na bočnim stranama prekidaju meniskusi na kojima se sinovija pripaja.

### Masno tkivo
Između sinovije i fibrozne opne na prednjem delu kolena, ispod čašičnog ligamenta nalazi se podčašično masno tkivo.

## Literatura
- Burgener, Francis A.; Meyers, Steven P.; Tan, Raymond K. (2002). Differential Diagnosis in Magnetic Resonance Imaging. Thieme. ISBN 1-58890-085-1.
- Thieme Atlas of Anatomy: General Anatomy and Musculoskeletal System. Thieme. 2006. ISBN 1-58890-419-9.

## Spoljašnje veze
|  | Molimo Vas, obratite pažnju na važno upozorenje u vezi sa temama iz oblasti medicine (zdravlja). |